# Clivia
Clivia é um género botânico de geófitos pertencente à família Amaryllidaceae que agrupa as espécies conhecido pelo nome comum de clívias, populares como planta ornamental utilizada em ambientes interiores e exteriores.

## Descrição
Deve ser cultivada sempre a pleno sol. Na maioria das vezes seus rizomas são plantados em vasos e jardineiras, porém podemos formar maciços e bordaduras. É bastante exigente em fertilizante, irrigação e drenagem. Seu substrato deve conter boa quantidade de matéria orgânica. Multiplica-se por sementes e por divisão das touceiras após a floração.

## Espécies
O género Clivia inclui as seguintes espécies:
- Clivia caulescens R.A.Dyer, Fl. Pl. South Africa 23: t. 891 (1943). Limpopo e Suazilândia.
- Clivia gardenii Hook., Bot. Mag. 81: t. 4895 (1855). Província Oriental do Cabo e KwaZulu-Natal.
- Clivia miniata (Lindl.) Bosse, Vollst. Handb. Blumengart., ed. 3, 1: 768 (1859). África do Sul.
- Clivia mirabilis Rourke, Bothalia 32: 1 (2000). Província Ocidental do Cabo.
- Clivia × nimbicola Swanev., Truter & A.E.van Wyk, Bothalia 36: 78 (2006). Notoespécie originada pelo cruzamento natural entre C. caulescens e C. miniata. Suazilândia.
- Clivia nobilis Lindl., Bot. Reg. 14: t. 1182 (1828). Província Oriental do Cabo.
- Clivia robusta B.G.Murray & al., Bot. J. Linn. Soc. 146: 370 (2004). Província Oriental do Cabo e KwaZulu-Natal.